# Марія Терезія фон Парадіс
Марія Терезія фон Парадіс (нім. Maria Theresia von Paradis, 15 травня 1759 — 1 лютого 1824) — австрійська піаністка, співачка (сопрано), композиторка й педагогиня. Була дуже відомою у віденських музичних колах, виступала перед численними високопоставленими діячами, зокрема перед французьким королівським подружжям Людовиком XVI і  Марією Антуанеттою, англійським королем Георгом III і королевою Шарлоттою. У 1808 заснувала у Відні музичну школу для молодих дівчат.
Їй Моцарт присвятив концерт для фортепіано з оркестром № 18 сі-бемоль мажор.

## Життєпис

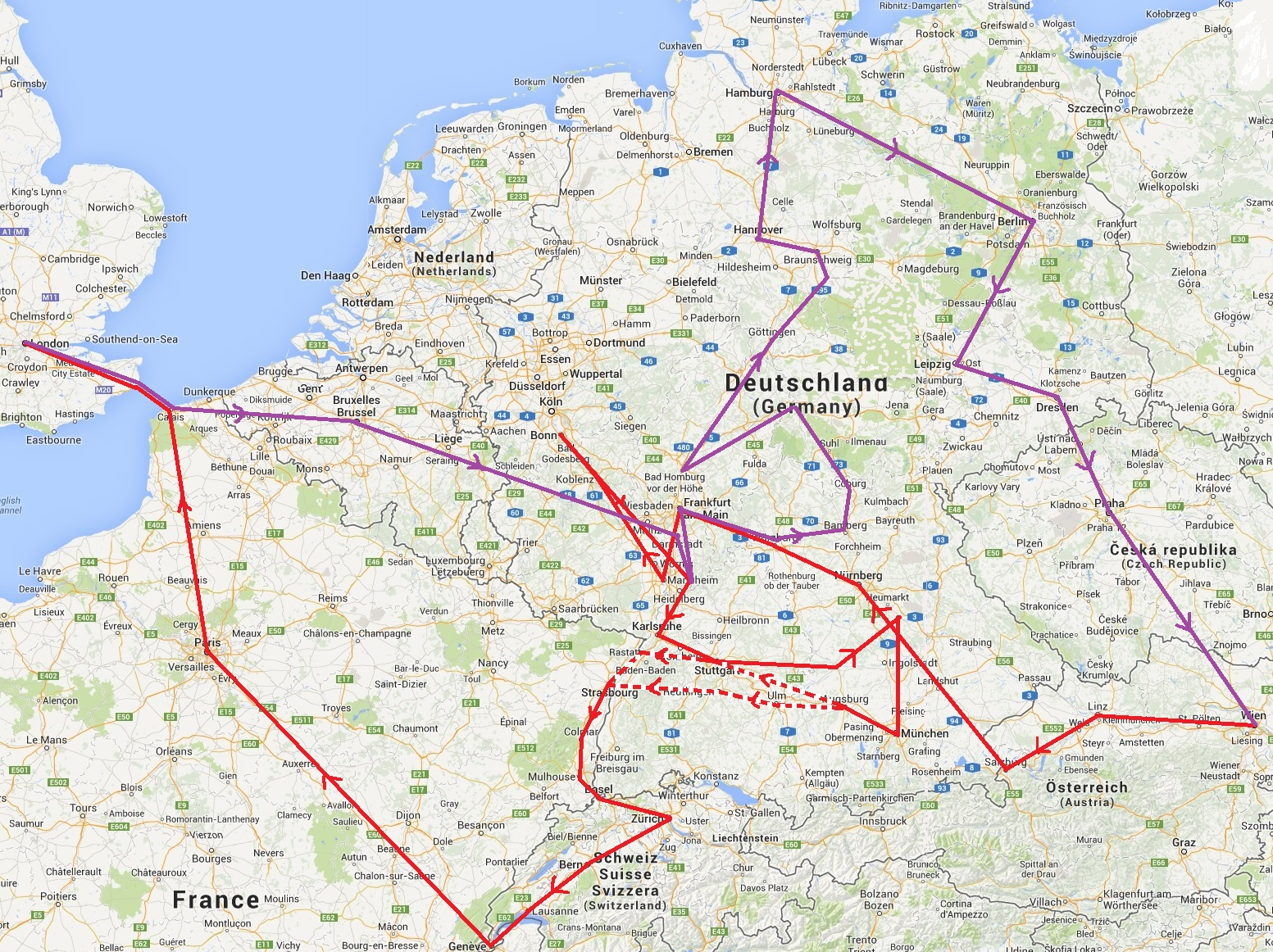
План подорожі Марії Терезії Парадіс по Європі

Марія Терезія фон Парадіс народилася у Відні в родині урядового радника Йозефа Антона Парадіс і його дружини Марії Розалії. Отримала імена́ на честь імператриці Марії-Терезії (1717—1780). Вона поступово від віку 2 років почала втрачати зір. З кінця 1776 до середини 1777 року творцеві вчення про «тваринний магнетизм» Францу Антону Месмерові вдалося тимчасово стабілізувати його стан. Однак через можливість скандалу та ризик втрати пенсії за інвалідністю Марія Терезія відмовилася від послуг Месмера і осліпла остаточно.
У 2017 році австрійська режисерка Барбара Альберт у фільмі «Світло» екранізувала психологічно чутливий роман Аліси Вальзер «Спочатку була нічна музика» (Am Anfang war die Nacht Musik), у якому розповідається про лікування Марії Терезії у клініці Антона Месмера.

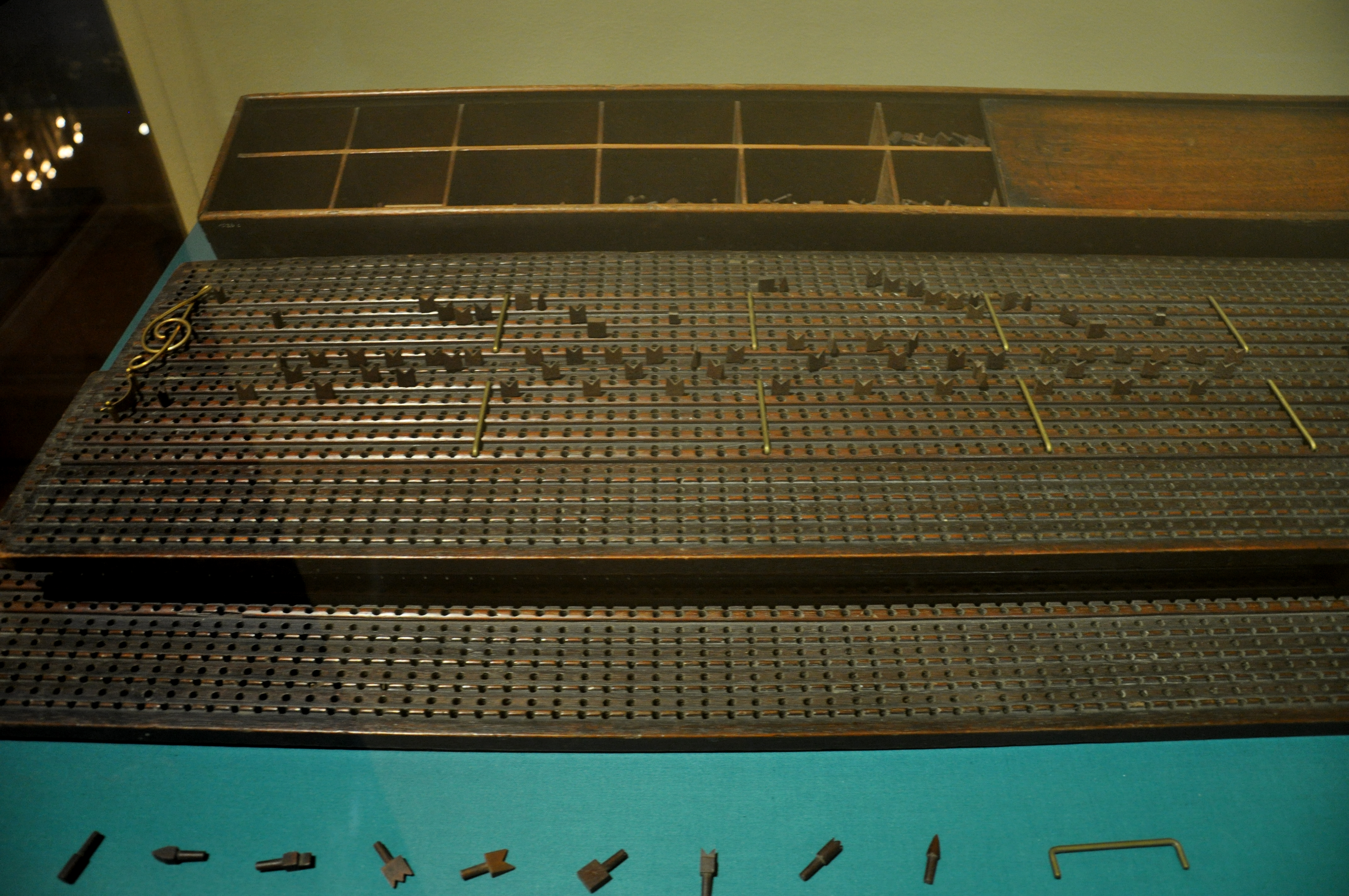
Композиційна панель сліпої піаністки і композиторки Марії Терезії фон Парадіс

Існує така непідтверджена думка, що імператриця Марія Терезія могла бути хрещеною матір'ю Марії Парадіс. Так це, чи не так, але імператриця взяла її під своє крило і Парадіс стала її улюбленицею. Це мало вплив на високу якість музичної освіти дівчини.
Ще з 1775 року Марія Терезія фон Парадіс як співачка та піаністка виступала у різних віденських салонах та на концертах. Віденська громадськість її любила — вони називали її «Сліпа чарівниця». Молода музикантка була обдарована прекрасною пам'яттю та тонким слухом. Вона запам'ятала понад 60 концертів, а також великий репертуар сольних творів та релігійної музики.
І хоч до народження Луї Брайля ще мало пройти більше століття, Марія Терезія вже розробила спосіб для читання та писання нот. Для написання своїх музичних творів вона використовувала композиційну панель.
Марія Терезія фон Парадіс виступала не тільки у Відні. У 1783 році вона разом з матір'ю та її лібретистом Йоганом Рійдінгером вирушила у турне по Європі. Під час подорожі вони відвідали Моцарта у Зальцбурзі. Марія Терезія виступила у Франкфурті та інших містах Німеччини, потім у Швейцарії. У березні 1784 року дала 14 концертів у Парижі та отримала позитивні відгуки та похвали. В кінці 1784 року поїхала до Лондона і в наступні місяці виступала при дворі, в резиденції принца Уельського, дала ряд концертів в Ганновер-сквері та в інших місцях. Проте її концерти в Лондоні були не такими успішними як у Парижі. У 1786 році вона через Берлін і Прагу повернулася до Відня.
Свої перші твори Парадіс почала створювати під час своєї подорожі по Європі. Це були твори для голосу та фортепіано. У 1784—1786 роках появилася збірка з 12 пісень. З 1789 по 1797 рік вона написала п'ять опер і три кантати. Після кількох невдач Парадіс спрямувала свою енергію на викладання. У 1808 році вона заснувала власну музичну школу у Відні для молодих дівчат, де продовжувала навчати до своєї смерті в 1824 році.

## Вибрані твори
Великий вплив на творчість Марії Терезії Парадіс мали її вчителі Антоніо Сальєрі та Леопольд Кожелуг. Багато її творів були втрачені.
Сценічні роботи
- «Аріадна і Вакх» (1791)
- «Шкільний кандидат» (1792)
- «Рінальдо і Алкіна» (1797)

Пісні
- Траурна кантата на смерть Леопольда II (1792)
- Німецький пам'ятник Людовікові Нещасному (1793)
- Кантата на одужання мого батька
- Дванадцять пісень

Інструментальні твори
- 2 концерти для фортепіано, соль мажор і до мажор
- 12 сонат для фортепіано (1792)
- Фортепіанне тріо (1800)
- 2 фантазії для фортепіано, соль мажор (1807) і до мажор (1811)
- Сициліана для скрипки та фортепіано (вважається її найпопулярнішою роботою, але авторство спірне)

## Фільми про Марію Терезію фон Парадіс
- 2000 : фільм режисера Роджера Споттісвуда[en] «Месмер»[de] / (Mesmer)
- 2002 : фільм режисера Мілоша Формана «Амадей» / (Amadeus): Парадіс згадується у сцені, під час якої Антоніо Сальєрі повідомляє імператору  Йосифові II про те, що вона була принижувана Моцартом під час уроку.
- 2017 : фільм режисерки Барбари Альберт «Світло»[de] / (Licht)